# Timbales (cubaines)
Pour les articles homonymes, voir Timbale.
Ne doit pas être confondu avec Timbal ou timbales.

Timbales

Les timbales (prononcer « timebalesse ») sont des instruments de percussion inventés au début du XXe siècle à Cuba  (prononcer « couba »)  afin d'accompagner le danzón, aujourd'hui utilisés par la majorité des orchestres de salsa, timba ou latin jazz.
Il ne faut pas les confondre avec les timbales de la musique classique. 

## Facture
Instruments composites, elles comprennent deux fûts en acier ou en cuivre recouverts d'une membrane, des cloches, et bien souvent une sonnaille et une cymbale.

## Jeu
Les timbales sont jouées avec des baguettes généralement fines et rectilignes. L'intervalle tonal entre le tom grave hembra (traditionnellement placée à gauche) et le tom aigu macho évolue généralement entre une tierce et une quinte.
Les deux principaux rythmes joués aux timbales sont la cáscara et la contracampana, tous deux joués sur deux mesures dans le respect de la clave.
Parmi les grands timbaleros (« joueurs de timbales »), on trouve Tito Puente, Changuito, Orestes Vilató, Guillermo Barreto, Amadito Valdés ou encore Nicky Marrero, Samuel Formell de Los Van Van.